# Sérgio José Godinho
Sérgio José Godinho (Lages, 29 de julho de 1954) é um político brasileiro.

## Carreira
Foi deputado à Assembleia Legislativa de Santa Catarina na 15ª legislatura (2003 — 2007).